# Ливская письменность
Ливская письменность — первые исследователи ливского языка А. Шёгрен и Ф. Видеман использовали для его записи фонетическую транскрипцию. Она же была применена в первой печатной книге на ливском в 1863 году.
В изданиях начала 1920-х годов использовалась орфография, базировавшаяся на фонетической транскрипции, но с элементами эстонской орфографии. В частности, была введена буква õ и не обозначалась долгота гласных во втором слоге, как в эстонском.
В изданной в 1924 году книге «Ливские песни» (Līvõ lōlõd) палатализация согласных стала обозначаться, как в латышском — седилью под буквой, а не акутом над или рядом с буквой, как ранее.
Ливский алфавит:
Aa, Āā, Ää, Ǟǟ, Bb, Dd, Ḑḑ, 
Ee, Ēē, Ff, Gg, Hh, Ii, Īī, Jj,
 Kk, Ll, Ļļ, Mm, Nn, Ņņ, Oo,
Ōō, Ȯȯ, Ȱȱ, Õõ, Ȭȭ,
Pp, Rr, Ŗŗ, Ss, Šš, Tt, Țț,
Uu, Ūū, Vv, Zz, Žž.
Устаревшие буквы: Öö, Ȫȫ, Yy, Ȳȳ.
Седиль под буквами ț, ḑ, ņ, ļ и ŗ обозначает палатализацию соответствующих согласных. Макрон над гласной обозначает её долготу.